# Fangen und Freilassen
Unter Fangen und Freilassen (engl. catch and release) versteht man in der Angelfischerei das Zurücksetzen gefangener Fische.

## Entstehung
Der Ursprung des Fangen und Freilassen liegt in der Karpfenfischerei. Dort ist es seit längerem Tradition, gefangene Fische zu wiegen, zu vermessen, zu fotografieren und wieder zurückzusetzen. Die Grundlage bildet hierbei  neben dem Wunsch, möglichst viele große Fische zu fangen, die verbreitete Ansicht, dass Großkarpfen kulinarisch wertlos seien, was allerdings stark gewässerabhängig ist. Karpfen aus manchen Flüssen und Teichen schmecken auch bei Gewichten von über 15 Kilogramm noch hervorragend, in einigen anderen Teichen sind dagegen schon kleine Fische mit drei Kilogramm kaum noch zu verwerten.
Das Fliegenfischen hat in Europa eine lange Tradition, wobei die Entnahme des Fangs eher die Regel war. Durch die Medien, u. a. den Film Aus der Mitte entspringt ein Fluß von Robert Redford, wurde Fliegenfischen im deutschsprachigen Raum in den 1990er Jahren sehr populär. Die aktuelle Fliegenfischerei setzt deshalb sehr auf das amerikanische „Vorbild“ und hat Fangen und Freilassen teilweise übernommen. Inzwischen finden sich Fangen-und-Freilassen-Anhänger aber in allen Sparten der Angelfischerei.

## Ziele
Die Anhänger des Fangen und Freilassen begründen die Methode in erster Linie mit der Hege des Fischbestandes. Durch das Zurücksetzen der gefangenen Fische soll deren Bestand erhalten werden, da viele Angler der Ansicht sind, dass große Fische die beste Laichqualität haben.
Umfragen unter Karpfenanglern haben ergeben, dass zurückgesetzte Fische teilweise am selben Tag noch einmal gefangen wurden. Die Voraussetzung dafür sei aber eine schonende Behandlung (z. B. beim Karpfenfischen durch die Benutzung von Abhakmatten). Wissenschaftliche Untersuchungen hierzu wurden bisher nicht durchgeführt.

## Kritik
Fangen und Freilassen wird von Tierschutzkreisen und auch von vielen Anglern aus ethisch-moralischen Gründen kritisiert. Durch den Drill leiden Fische unter Stress und Schmerzen. Da mit Fangen und Freilassen kein höherwertiges Ziel als der Spaß des Angelfischers angestrebt werde (z. B. Verwertung des Fisches als hochwertiges Lebensmittel), handle es sich somit um ein unnötiges Zufügen von Stress und Schmerzen an einem Tier. An diese Argumentation schließt auch die Rechtslage in Deutschland an.
Umstritten ist der tatsächliche Erfolg des Hegezieles. Je nach Fischart sind die Überlebensraten gefangener Fische nach dem Freilassen sehr unterschiedlich. Wissenschaftlich belegt ist, dass die Überlebensrate markant abnimmt, je länger die gefangenen Fische im Drill und an Land bleiben (z. B. für das Vermessen und Fotografieren), auch gibt es robustere Arten wie Hecht und Karpfen, aber auch sehr empfindliche wie Zander, Barsch oder Salmoniden.

## Rechtliches
Während in Ländern wie den USA Fangen und Freilassen bei bestimmten Fischarten oft vorgeschrieben ist, ist in Deutschland ein Zurücksetzen des Fisches nur erlaubt, wenn der Fisch in der Schonzeit gefangen wurde, noch unter dem Schonmaß liegt oder als Beifang beim Fischen auf eine andere Art erbeutet wurde; andernfalls werden dem Tier sinnlos Schmerzen bzw. Leiden zugefügt, was in Deutschland laut § 17 des Tierschutzgesetzes als Tierquälerei gilt.
In der Schweiz ist das Angeln mit der Absicht, die Fische wieder freizulassen, ausdrücklich verboten. Es ist als ungerechtfertigtes Bereiten von Leid und Schmerz anerkannt und daher grundsätzlich unter Strafandrohung verboten. In der Praxis ist aber keine Ahndung bei Verstößen zu erwarten, seitdem die zuständigen Bundesämter den Anglern und Vollzugsbehörden mitgeteilt haben, davon auszugehen, dass Schweizer Fischer prinzipiell Fische zum Verzehr angeln. Daher und weil keine Pflicht zur Entnahme überlebensfähiger Fische heimischer Arten geregelt sei und jeder überlebende Fisch seine Bedeutung für die allgemein schwindenden Bestände habe, sei für die Kontrollbehörden beim konkreten Angler nicht feststellbar, ob er angelte, um seinen Fang zurückzusetzen. Es ist grundsätzlich nicht erlaubt, Fische zu beangeln, die geschont oder geschützt sind und die nicht entnommen werden dürfen. Die Schweiz hat in ihren Erläuterungen zur Tierschutzverordnung unter Artikel 23, Buchstabe a eine detaillierte Auslegung erarbeitet, die Catch and Release unter bestimmten Voraussetzungen aus ökologischen Gründen gestattet. In Österreich existiert keine eindeutige Regelung.